# 摩拉夫切市鎮

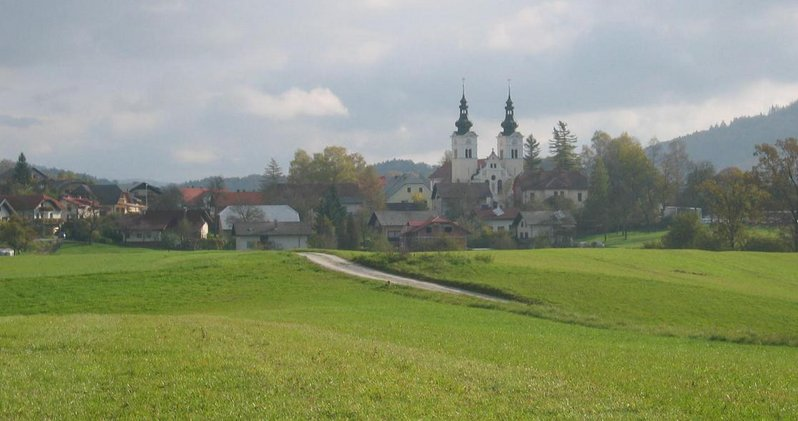

摩拉夫切市鎮是斯洛文尼亞中部的一個市鎮，行政中心為摩拉夫切。市镇面積为61.4平方公里，海拔高度165米，受大陸性氣候影響，2018年人口数量为5,354人。该市镇设立于1994年。

## 外部連結
- 官方网站  （斯洛文尼亚文）
- Moravče on Geopedia （页面存档备份，存于）